# Kochosa tanakai
Espèce
Kochosa tanakai est une espèce d'araignées aranéomorphes de la famille des Lycosidae.

## Distribution
Cette espèce est endémique d'Australie. Elle se rencontre dans le Nord-Est de la Nouvelle-Galles du Sud et dans le Sud-Est du Queensland.

## Description
Le mâle holotype mesure 3,58 mm et la femelle paratype 4,10 mm, les mâles mesurent de 3,40 à 4,91 mm et les femelles de 4,00 à 5,65 mm.

## Systématique et taxinomie
Cette espèce a été décrite Framenau, Castanheira et Yoo en 2023.

## Étymologie
Cette espèce est nommée en l'honneur de Hozumi Tanaka.

## Publication originale
- Framenau, Castanheira & Yoo, 2023 : « The artoriine wolf spiders of Australia: the new genus Kochosa and a key to genera (Araneae: Lycosidae). » Zootaxa, no 5239(3), p. 301-357.